# پریتی پریری (کانزاس)
پریتی پریری (به انگلیسی: Pretty Prairie) شهری در ایالت کانزاس کشور ایالات متحده آمریکا است که جمعیت آن در سرشماری سال ۲۰۱۰ میلادی، ۶۸۰ نفر بوده‌است.